# مارك هاثورن
مارك هاثورن (بالإنجليزية: Mark Hawthorne)‏ هو كاتب أمريكي، ولد في 1962 في إنغليووود في الولايات المتحدة.